# Кук, Руди
Руди Кук (нидерл. Rudy Koek; род.14 августа 1986) — нидерландский шорт-трекист, серебряный призёр чемпионата Европы по шорт-треку. 

## Спортивная карьера
Руди Кук родился в городе Зутермер, где и начал заниматься в возрасте 7 лет на базе клуба «IJsvereniging Zoetermeer». Каждую субботу после обеда он брал уроки конькобежного спорта, что обеспечило ему участие в Национальном тренировочном отборе. В возрасте 10 лет Руди начал заниматься шорт-треком, чтобы улучшить технику прохождения поворотов. Он переехал из Зутермера в Херенвен для полноценных тренировок в национальной сборной и тренировался под руководством Джона Монро и Дейва Верстега.
В 2006 году Руди Кук дебютировал на международном уровне за национальную сборную на Кубке мира в Монреале и занял 3-е место в своём забеге на 1000 м. В 2007 году в составе мужской эстафеты занял 6-е место на чемпионате Европы в Шеффилде, а в феврале занял 3-е место в общем зачёте на чемпионате Нидерландов. Через год вновь стал бронзовым призёром национального чемпионата и с командой поднялся на 7-е место в эстафете на чемпионате Европы в Вентспилсе. 
В 2009 году выиграл первую и единственную серебряную медаль в эстафете на чемпионате Европы в Турине. Он не смог квалифицироваться в 2010 году на олимпиаду в Ванкувере, но после игр на чемпионате Нидерландов занял вновь 3-е место в многоборье. В 2011 и 2012 году участвовал в национальных чемпионатах, но выше 5-го месте не поднимался.

## Личная жизнь
Руди Кук обучался в Саксонском университете прикладных наук с 2006 по 2013 год и в Академии Топспорта Рандстада в Девентере, где изучал коммерческую экономику. Бакалавр делового администрирования. С 2015 года работает преподавателем экономики и предпринимательства, а также услуг и продуктов в колледже Линде.